# Carmela Suárez
Carmela Suárez Veintimilla (Ibarra, 21 de noviembre de 1907 - Quito, 21 de enero de 1992) fue una política oradora y filántropa ecuatoriana; se convirtió en la primera mujer diputada por elección popular en Ecuador.

## Biografía
Carmela Suárez nació el 21 de noviembre de 1907 en Ibarra (Imbabura), fue la quinta hija de Matilde Veintimilla García y del ambateño Rafael Suárez España, sus padres poseían dos haciendas y sus ingresos provenían de la agricultura, además profesaban la Religión Católica. Su educación secundaria lo realizó en el Colegio de Bethlemitas (Unidad Educativa Sagrado Corazón de Jesús) en su ciudad natal.

### Vida política
En 1955 el Partido Conservador presenta a Suárez como candidata al Parlamento Ecuatoriano por la Provincia de Imbabura, acompañó en Campaña Electoral a Camilo Ponce Enríquez (aspirante a la presidencia) por todo el Ecuador. Durante este período se informada de los problemas y necesidades de las ciudades que visitaba; con esos datos redactó y pronunció hasta cuatro discursos diarios, logrando la simpatía, apoyo y movilización de otras mujeres.
Los resultados de las elecciones de 1956 proclamaron a Carmela Suárez Veintimilla como Diputada por Imbabura, convirtiéndose en la primera mujer en el Ecuador en obtener esta dignidad por elección popular.
Ya en el cargo, su primera propuesta fue la colocación de un Crucifijo en el Congreso Nacional provocando la disputa entre partidos, sobre todo porque desde 1906 el Ecuador era un estado laico; respecto a este suceso el Historiador Enrique Ayala Mora dijo:

El que un símbolo religioso presidiera el salón del primer poder del estado irritó a liberales, socialistas y comunistas, que argumentaban con razón que una república laica no podía hacer un acto confesional.
Enrique Ayala Mora (ElComercio.com)

Pese a la polémica, Suárez ganó por votación parlamentaria y se colocó este símbolo religioso en la entidad; unos años después el Crucifijo fue trasladado a la Biblioteca del mismo edificio donde está actualmente.

### Otras actividades y distinciones
Carmela también fue presidenta de la Acción Católica y promotora de la obra del Ferrocarril del Norte; es considerada un personaje ilustre en su ciudad natal; donde una calle lleva su nombre.

### Vida personal y muerte
Carmela Suárez se casó con Jaime López, oriundo de Ibarra; con quien tuvo un hijo; fue hermana de Mariano Suárez Veintimilla, Presidente del Ecuador en 1947.
Falleció a los 84 años, el 21 de enero de 1992 en Quito (Ecuador).